# What 80 Million Women Want
What 80 Million Women Want er en amerikansk stumfilm fra 1913 af Will Louis.

## Medvirkende
- Ronald Everett som Robert Travers.
- Ethel Jewett som Mabel.
- George Henry som John Kelly.
- Emmeline Pankhurst.
- Harriot Stanton Blatch.